# Fort Knox

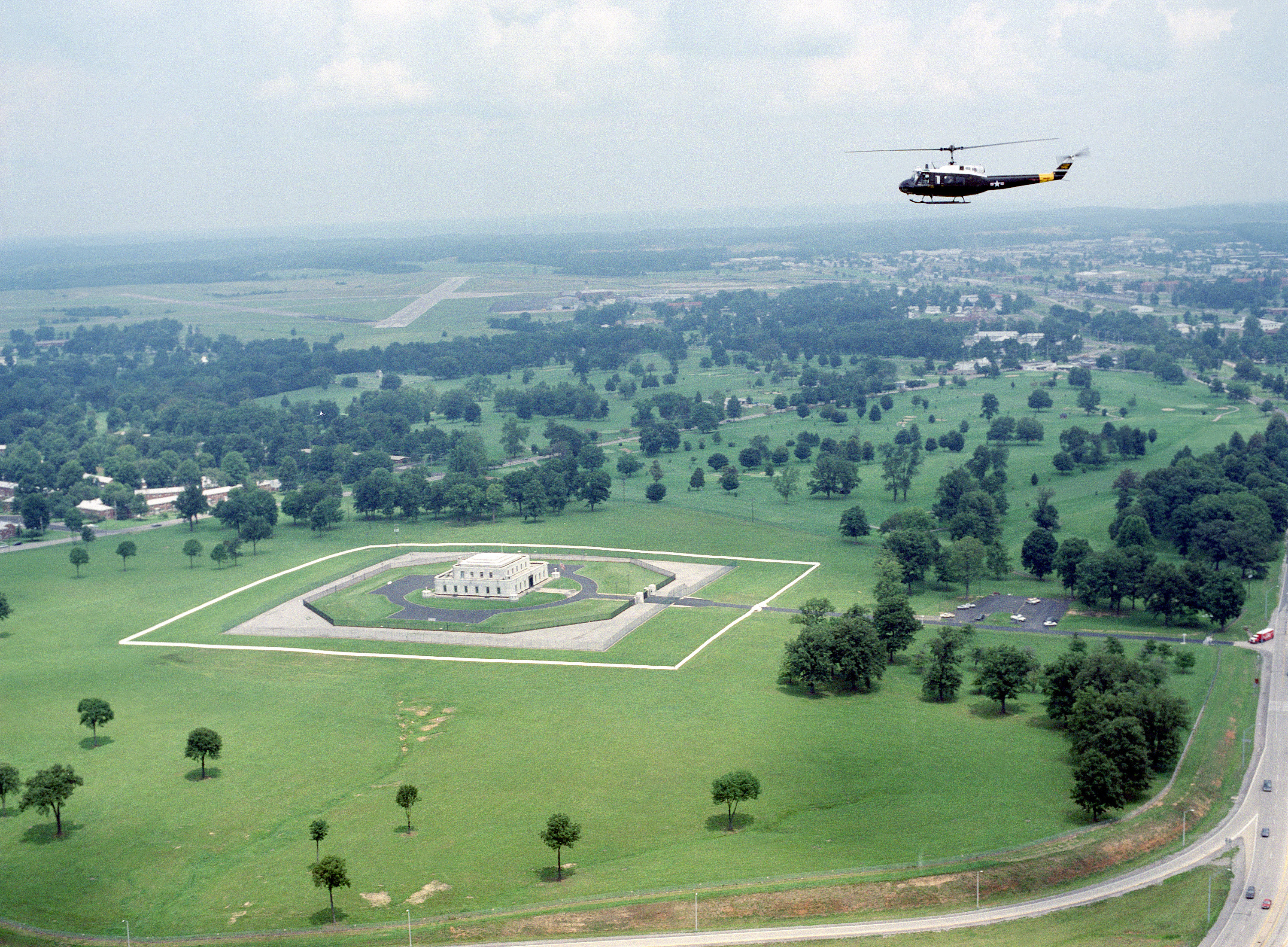
Přelet vrtulníku nad budovou US Bullion Depository ve Fort Knox

Fort Knox je vojenská základna Armády Spojených států amerických ve státě Kentucky v USA, asi 50 km jižně od Louisville. Nachází se v ní také opevněný sklad bankovního zlata, jeden z největších na světě, a Pattonovo muzeum americké armády. V roce 2000 zde žilo asi 12 500 osob.

## Historie
V roce 1861 zde za občanské války vzniklo opevnění (Fort Duffield), ale brzy bylo opuštěno. V okolí se konaly různé manévry a roku 1918 byla založena základna, pojmenovaná po prvním americkém ministru války, Henry Knoxovi. Později vzniklo i letiště a za druhé světové války zde byla 1. obrněná divize a další jednotky.

## Sklad zlata
Roku 1933 prezident F. D. Roosevelt zakázal soukromé držení zlata a zlatých mincí a občané je museli odprodat do federální rezervy. Zákaz trval až do roku 1973. Nejznámější budova ve Fort Knoxu, United States Bullion Depository, vznikla v roce 1936 jako sklad tohoto zlata. Je to masivní poměrně nízká budova, pod níž je ve sklepích uloženo přes 4500 tun mincovního a ryzího zlata. Za druhé světové války tu byly deponovány i zlaté rezervy a cennosti jiných zemí, včetně maďarských korunovačních klenotů.
Budova je ve vojenském prostoru, obehnaná několika bezpečnostními pásmy a s dokonalými bezpečnostními opatřeními. Do prostoru nemá přístup nikdo cizí, fotografování je zakázáno a ani o ochranných zařízeních není mnoho známo. Podzemní trezor je chráněn pancířem o síle 50 cm a dveře váží přes 20 tun.

## Ve filmu
Sklad ve Fort Knoxu je populární díky řadě filmů, z nichž nejslavnější je Goldfinger s Jamesem Bondem z roku 1964 podle románu Iana Fleminga z roku 1959.